# Greatest Hits (Nazareth)
Greatest Hits è una raccolta del gruppo musicale scozzese rock dei Nazareth, pubblicato dalla Mountain Records nel novembre del 1975.

## Tracce
Brani composti da Dan McCafferty, Manny Charlton, Pete Agnew e Darrell Sweet, eccetto dove indicato.
Lato A
1. Razamanaz – 3:50 – tratto dall'album: Razamanaz (1973)
2. Holy Roller – 3:25 – Brano inedito
3. Shanghai'd in Shanghai – 3:45 – Tratto dall'album: Rampant (1974)
4. Love Hurts – 3:59 (Boudleaux Bryant) – Brano inedito
5. Turn on Your Receiver – 3:20 – Tratto dall'album: Loud 'N' Proud (1973)
6. Bad, Bad Boy – 3:58 – Tratto dall'album: Razamanaz (1973)

Durata totale: 22:17
Lato B
1. This Flight Tonight – 3:24 (Joni Mitchell) – Tratto dall'album: Loud 'N' Proud (1973)
2. Broken Down Angel – 3:43 – Tratto dall'album: Razamanaz (1973)
3. Hair of the Dog – 3:22 – Tratto dall'album: Hair of the Dog (1975)
4. Sunshine – 3:52 – Tratto dall'album: Rampant (1974)
5. My White Bicycle – 3:32 (Keith West, Ken Burgess) – Brano inedito
6. Woke Up This Morning – 3:53 – Tratto dall'album: Exercises (1972)

Durata totale: 21:46

## Formazione
- Dan McCafferty - voce solista
- Manny Charlton - chitarre
- Pete Agnew - basso
- Darrell Sweet - batteria